# Parcel das Paredes
O Parcel das Paredes é um grande banco oceânico submerso do Brasil com uma área de cerca de 200Km2. É uma estrutura de corais localizada no Oceano Atlântico, próximo à costa de Caravelas, no estado da da Bahia.

## Geografia
O Parcel das Paredes fica a cerca de 30Km a leste da costa continental. Embora o recife esteja submerso, partes dele ficam acima da água na maré baixa. É uma zona perigosa para a navegação, mas um excelente local para pesca e mergulho. O Arquipélago dos Abrolhos fica a 35Km a leste sendo que este parcel pertence à mesma estrutura. A altura máxima da maré na área do recife é de aproximadamente 1,7m.
Trata-se de um complexo de recifes com 30Km de extensão, composto por corais que formam labirintos e piscinas naturais. Durante o mês de julho é comum avistar baleias Jubarte na região.
O Parcel das Paredes, juntamente com o Recife Timbebas, localizado cerca de 40Km ao norte, bem como o Recife Sebastião Gomes, o Recife Coroa Vermelha e o Recife Viçosa ao sudoeste, fazem parte do Parque Nacional Marinho dos Abrolhos.